# Russ Courtnall
Russell William „Russ“ Courtnall (* 2. Januar 1965 in Duncan, British Columbia) ist ein ehemaliger kanadischer Eishockeyspieler, der im Verlauf seiner aktiven Karriere zwischen 1982 und 1999 unter anderem 1158 Spiele für die Toronto Maple Leafs, Canadiens de Montréal, Minnesota North Stars bzw. Dallas Stars, Vancouver Canucks, New York Rangers und Los Angeles Kings in der National Hockey League auf der Position des rechten Flügelstürmer bestritten hat. Seinen größten Karriereerfolg feierte Courtnall im Trikot der kanadischen Nationalmannschaft mit dem Sieg beim Canada Cup 1991. Sein Bruder Geoff war ebenfalls professioneller Eishockeyspieler.

## Karriere
Courtnall verbrachte seine Zeit in der Juniorenklasse bei den Victoria Cougars in der Western Hockey League und galt als eines der großen jungen Talente in Kanada. Die Toronto Maple Leafs sicherten sich beim NHL Entry Draft 1983 in der ersten Runde an siebter Stelle die Rechte an ihm. Das folgende Jahr begann er erneut in Victoria. Er spielte bei der Junioren-Weltmeisterschaft 1984 für Kanada und beeindruckte mit sieben Toren und sechs Vorlagen in sieben Spielen. Gleich nach dem Turnier wurde er in die kanadische Nationalmannschaft berufen, die sich auf die Olympischen Winterspiele 1984 vorbereitete. Auch in Sarajevo konnte der junge Spieler überzeugen, sodass die Maple Leafs ihn nach seiner Rückkehr sofort in die NHL beorderten. In den verbleibenden 14 Spielen steuerte er noch zwölf Scorerpunkte bei.
Ab der Saison 1984/85 war er fester Bestandteil der Maple Leafs. In dieser Saison waren seine 22 Punkte deutlich unter den Erwartungen, die die Vereinsführung in ihn gesteckt hatte, doch durch seine enorme Schnelligkeit gelang es Courtnall immer wieder, Freiräume für seine Mannschaftskameraden zu schaffen. Im folgenden Spieljahr verbesserte sich seine Punktausbeute, und spätestens in der Saison 1986/87 erfüllte er mit 29 Toren und 44 Vorlagen die Erwartungen. Sein Trainer John Brophy bevorzugte jedoch Spieler, die mehr durch Einsatz und körperliches Durchsetzungsvermögen auf sich aufmerksam machten. Der Versuch, Russ Courtnall zu diesem Spielertyp umzuformen, ließ seine Statistiken wieder schwächer werden. Da das, was Courtnall zu bieten hatte, nicht in das Erwartungsprofil der Maple Leafs passte, gaben sie ihn im Laufe der Saison 1988/89 an die Canadiens de Montréal ab.
In der franko-kanadischen Metropole entwickelte sich Courtnall durch sein spektakuläres Spiel mit Schnelligkeit und flinken Körpertäuschungen zu einem der Publikumslieblinge, obwohl seine Ausbeute an Punkten mäßig war. In den Playoffs half er dann, die Canadiens in die Finalserie um den Stanley Cup zu führen, wo das Team jedoch den Calgary Flames unterlag. Seine Punktausbeute wurde in den darauffolgenden zweieinhalb Jahren auch wieder besser und in der Saison 1990/91 gelangen ihm 50 Vorlagen. Er spielte erneut für das kanadische Nationalteam, zuerst bei der Eishockey-Weltmeisterschaft 1991, wo er bei zwei Einsätzen ein Tor und drei Vorlagen beisteuerte, dann – vor Saisonbeginn – auch für den Canada Cup im kanadischen Kader.
Im Sommer 1992 wurde er im Tausch für Brian Bellows an die Minnesota North Stars abgegeben. Nach einer Bestleistung von 36 Toren für die North Stars zog das Team nach Dallas um. Bei den Dallas Stars erreichte er mit 57 Vorlagen und 80 Punkten zwei Bestmarken seiner Karriere. Spät in der Saison 1994/95 verpflichteten ihn die Vancouver Canucks im Tausch für Greg Adams, Dan Kesa und ein Draftrecht. Bei den Canucks spielte auch sein Bruder Geoff Courtnall als Spielmacher. Im März 1997 wurde er zusammen mit Esa Tikkanen an die New York Rangers abgegeben, die dafür Sergej Nemtschinow und Brian Noonan nach Vancouver schickten. Nach Saisonende lief sein Vertrag aus, und er unterschrieb als Free Agent bei den Los Angeles Kings. Dort spielte er die beiden letzten Spielzeiten seiner Karriere.

## Erfolge und Auszeichnungen
- 1991 Silbermedaille bei der Weltmeisterschaft
- 1991 Goldmedaille beim Canada Cup
- 1994 Teilnahme am NHL All-Star Game

## Karrierestatistik

### International
Vertrat Kanada bei:
- Junioren-Weltmeisterschaft 1984
- Olympischen Winterspielen 1984
- Weltmeisterschaft 1991
- Canada Cup 1991

(Legende zur Spielerstatistik: Sp oder GP = absolvierte Spiele; T oder G = erzielte Tore; V oder A = erzielte Assists; Pkt oder Pts = erzielte Scorerpunkte; SM oder PIM = erhaltene Strafminuten; +/− = Plus/Minus-Bilanz; PP = erzielte Überzahltore; SH = erzielte Unterzahltore; GW = erzielte Siegtore; 1 Play-downs/Relegation; Kursiv: Statistik nicht vollständig)